# 牧野古白
牧野 古白（まきの こはく）は、室町時代後期から戦国時代にかけての武将。俗名は成時（しげとき）。法名の古白は古伯とも書く。利成とする文書もあるが一般的ではない。三河国今橋城（吉田城）主。

## 出自
三河牧野氏は東三河の国人。先祖は讃岐国から渡海して、三河牟呂津に漂着した後に牟呂八幡宮（愛知県豊橋市）の神官を継いだとも、父・牧野成富の代に足利将軍家からの要請で四国から渡来したともいわれている。また、四国から系譜を引くのは仮冒系図であり信じ難いとする説もある。古白は連歌を通じて足利将軍家と交流があった。

## 生涯

### 一色時家と波多野時政、そして一色城主へ
三河宝飯郡牧野城（愛知県豊川市牧野町）主・牧野成富の子として生まれる。成時の主君・一色時家は、関東公方足利持氏に仕えていた一色持家と同一人物とも言う。時家は同国宝飯郡長山に一色城（牛窪古城）を築城した。時家は三河東部で勢力拡大を図り、在地の武士であった成時は時家に服属した。
永享10年（1438年）からの永享の乱で、三河守護職・一色義貫が時家を匿ったかどにより、永享12年（1440年）に室町幕府将軍・足利義教の謀略的追討を受け、大和国信貴山（奈良県）の龍門寺で自害して果て、代わって阿波国細川氏の細川持常が三河守護職に任ぜられた。このため、三河国内は前守護一色氏残党と新守護細川氏の間で戦闘が勃発した。この争いは応仁の乱でも京合戦における東軍細川氏宗家と西軍一色氏宗家の対決を受けて三河版応仁の乱となって継続された。
応仁の乱終結の年の文明9年（1477年）、将軍・足利義政は東軍側である細川氏の幕府復帰を実現するために、西軍側であった一色義貫の嫡子・義直に和睦の条件として三河における支配権を放棄させ、長く争われていた細川氏の三河守護職権が確認された。義直に属する一色時家は家臣の大沢城（同県同市御津町豊沢）主・波多野時政（全慶）に殺害された。
一方、関八州における応仁の乱と言える享徳の乱は文明14年11月（1483年1月）に、将軍・足利義尚側と、足利持氏の子・足利成氏（古河公方）との間に和議が成立（都鄙和睦）、持氏・成氏の関東公方としての名誉回復も成り、波多野全慶の正統性は揺らぎ出す。
明応の政変の起きた明応2年（1493年）12月、当時足利義澄・細川政元派と目された波多野全慶を旧一色時家被官であった古白は、灰塚野（異に灰塚原とも）合戦で討って旧主の仇を報じた。明応4年（1495年）には、明応の政変で京を追われていた前将軍・足利義材より三河の旗頭に任じられたとされ、古白は義材派であったと推定されている。
灰塚野合戦の勝利により、古白は一色城に入城して、宝飯郡真木村（後に瀬木村に改称）の瀬木城主から一色城主へと遷った。

### 今橋城築城と攻防
永正2年（1505年）、今川氏親は西三河の松平氏を抑えるため、一色城の古白のほか、真木氏、岩瀬氏、能勢氏、稲垣氏、山本氏等に、豊川・朝倉川合流地点の南岸（現、豊橋市今橋町）に今橋城（現在の豊橋公園に当たる）を築かせた。当時の今橋城の本丸は、現在の城内の舊藩祖豊城（とよき）神社の辺り（吉田城金柑丸）であったとされる。城の大手門は東側であり、1km半ほど先に有る二連木城へ向いていた。
このことから、宝飯郡に拠点を持つ古白の築城目的の一つは、もとは京の幕府政所執事・伊勢貞親の被官で三河守護・細川成之の要請を受けて寛正6年（1465年）に発生した額田郡一揆を鎮圧した後に渥美郡統一をして着々と勢力拡大する二連木城主戸田宗光（全久）と対峙することであったとも推定されている。
築城後、古白は初代城主となるが翌永正3年（1506年）に、今川氏親と戸田氏によって今橋城を攻められ、古白は討死（自害とも）する。戦後の今橋城には、戸田宣成が入る（今橋合戦）。なお、この時に今橋城を攻めたのは松平長親であるという異説もある（「寛政重修諸家譜巻第三百六十二・田口／牧野」古白の項）。
古白が弔われた吉田山龍拈寺（りゅうねんじ、愛知県豊橋市新吉町）は、古白の子・信成（関宿藩主の牧野信成とは別人）が亡父の菩提を弔うために建立した。同寺では11月3日を命日としている（諸説あり）。

## 子孫

### 徳川幕臣牧野氏
古白の子孫は、子・信成が享禄2年（1529年）（異説有り、天文元年（1532年））に三河岡崎城主・松平清康の攻撃を受け、吉田城（信成が今橋城から改名）の対岸で城下町の一画を占める下地（しもじ、現・豊橋市下地町）を放火され、吉田城も落城して兄弟の成三（三成という表記も有る）と共に討ち死にした。信成の子は尾張国知多郡大野（現・愛知県常滑市大野町）に逃れた。
この系統は織田氏・豊臣氏と主君を代え、関ヶ原の戦いで徳川方になり徳川氏の旗本になった。この牧野氏は本姓田口氏を名乗る。

### 近世大名、織田家用人の牧野氏
子孫の一流に織田氏家臣団に残った庶流の牧野氏があり、近世大名として僅かに名跡を残した芝村藩織田氏（織田有楽斎の系統）の用人に牧野姓が見える。

### 岡山藩上級家臣牧野氏
古白の曾孫・牧野宇右衛門は、慶長5年(1600)、池田輝政に召しだされて500石をたまわり、その家臣となった（詳細→牧野信成 (今橋城主)）。なお岡山藩士の牧野氏は、同姓者であっても、同族とは限らない。岡山藩の上級家臣には、牧野姓の藩士が、3系統ある。

## 近世大名牧野氏
越後長岡藩主牧野氏、信濃小諸藩主牧野氏、常陸笠間藩主牧野氏、越後三根山藩主牧野氏、丹後田辺藩主牧野氏などの近世大名牧野氏の遠祖が、古白の一族に連なることは、疑いがないが、これらの諸侯は、彼の直系子孫や、嫡流でないこともまた疑いがない。古白と近世大名牧野氏との系譜上の繋がりは、諸説があって確定したものは知られていない。